# Reavivamento islâmico
Reavivamento islâmico (em árabe: تجديد tajdīd, lit., "regeneração, renovação"; também الصحوة الإسلامية aṣ-Ṣaḥwah l-ʾIslāmiyyah, "despertar islâmico") refere-se a um renascimento da religião islâmica, geralmente centrado na aplicação da xaria. Os líderes desses movimentos reavivalistas são conhecidos no Islã como mujaddid.
Dentro da tradição islâmica, o tajdid é um importante conceito religioso, convocado periodicamente ao longo da história islâmica e, de acordo com um hádice sahih, ocorre a cada século. Eles se manifestam em um compromisso renovado com os fundamentos do Islã, os ensinamentos do Alcorão e dos hádices (também conhecidos como tradições) do profeta islâmico Maomé, a lei divina da xaria e a reconstrução da sociedade de acordo com eles.
Na literatura acadêmica, "reavivamento islâmico" é um termo guarda-chuva para movimentos revivalistas, que podem ser "intolerantes e exclusivistas" ou "pluralistas"; "favoráveis à ciência" ou contra ela; "primordialmente devocionais" ou "primordialmente políticos"; democráticos ou autoritários; pacíficos ou violentos.
No final do século XX, o reavivamento islâmico trouxe uma "re-islamização", que variou desde o aumento do número de estatutos legais baseados na xaria, da participação no Hajj, do uso do hijab, da influência de pregadores fundamentalistas e dos ataques terroristas de grupos islamistas radicais. Um sentimento de uma "crescente identidade islâmica universal" ou islamismo transnacional entre imigrantes em países não muçulmanos também era evidente.
Explicações para o reavivamento incluem o fracasso percebido do secularismo, na forma de elites governantes ocidentalizadas que eram cada vez mais vistas como autoritárias, ineficazes e carentes de autenticidade cultural; o movimento nacionalista secular árabe cujos governos foram derrotados humilhantemente na Guerra dos Seis Dias com Israel; a queda do anteriormente próspero Líbano multiconfessional em uma destrutiva guerra civil sectária; sucessos percebidos do Islã, incluindo a surpreendente vitória das forças islamistas contra um monarca secular bem armado e financiado na Revolução Iraniana de 1979; e centenas de bilhões de dólares gastos pela Arábia Saudita e outros estados do Golfo ao redor do mundo muçulmano para incentivar o seguimento de correntes do Islã mais rígidas e conservadoras.
Pregadores e estudiosos que foram descritos como revivalistas (mujaddids) ou mujaddideen, por diferentes seitas e grupos, na história do Islã incluem Amade ibne Hambal, ibne Taimia, Shah Waliullah Dehlawi, Ahmad Sirhindi, Ashraf Ali Thanwi, Maomé ibne Abdal Uaabe e Muhammad Ahmad. No século XX, figuras como Sayyid Rashid Rida, Hassan al-Banna, Sayyid Qutb, Abul A'la Maududi e Ruhollah Khomeini foram descritos como tal. Acadêmicos frequentemente usam os termos "islamista" e "revivalista islâmico" de forma intercambiável. Correntes revivalistas contemporâneas incluem o jihadismo; o neo-sufismo, que cultiva a espiritualidade muçulmana; e o fundamentalismo clássico, que enfatiza a obediência à xaria (lei islâmica) e a observância ritual.

### A história inicial do revivalismo
O conceito de reavivamento islâmico baseia-se em um hádice sahih (um ditado atribuído a Maomé), registrado por Abu Dawood, narrado por Abu Hurairah, que relatou que Maomé disse:
"Allah elevará para esta comunidade, no final de cada 100 anos, aquele que renovará sua religião para ela." — Sunan Abu Dawood, Livro 37: Kitab al-Malahim [Batalhas], Hádice Número 4278
Dentro da tradição islâmica, o tajdid (literalmente, regeneração, renovação) tem sido um importante conceito religioso. No início da história do Islã, os muçulmanos perceberam que não haviam conseguido criar e manter uma sociedade que realmente seguisse os princípios de sua religião. Como resultado, a história islâmica viu chamados periódicos para um compromisso renovado com os princípios fundamentais do Islã e também viu chamados periódicos para a reconstrução da sociedade de acordo com o Alcorão e as tradições de Maomé (hádice). Esses esforços frequentemente se inspiraram no hádice no qual Maomé declara: "Deus enviará para Sua comunidade, no início de cada século, aqueles que renovarão sua fé para ela". Ao longo da história islâmica, os muçulmanos buscaram líderes religiosos reformadores para cumprir o papel de mujaddid (literalmente, renovador). Embora haja discordância sobre quais indivíduos realmente poderiam ser identificados como tal, os muçulmanos concordam que os mujaddids têm sido uma força importante na história das sociedades islâmicas.
O movimento moderno de reavivamento islâmico tem sido comparado a esforços anteriores de natureza semelhante: A "oscilação entre períodos de observância religiosa rigorosa e outros de relaxamento devocional" na história islâmica foi marcante o suficiente para "o historiador muçulmano, ibne Caldune, ponderar suas causas há 600 anos e especular que poderia ser 'atribuído ... a características da ecologia e organização social peculiares ao Oriente Médio', ou seja, a tensão entre a vida fácil nas cidades e a vida austera no deserto.
Alguns dos mais famosos revivalistas e movimentos de reavivamento incluem as dinastias almorávidas e almóada no Magrebe e no Alandalus (1042–1269), o revivalista indiano Naqshbandi Ahmad Sirhindi (~1564–1624), o movimento indiano Ahl-i Hadith do século XIX, os pregadores ibne Taimia (1263–1328), Shah Waliullah Dehlawi (1702–1762) e Maomé ibne Abdal Uaabe (falecido em 1792).
No final do século XIX, Jamal al-Din al-Afghani, "um dos reformadores muçulmanos mais influentes" da era, viajou pelo mundo muçulmano, defendendo o modernismo islâmico e o pan-islamismo. Seu discípulo Muhammad Abduh foi chamado de "a figura mais influente" do salafismo modernista.
Muhammad Rashid Rida, seu protegido Hassan al-Banna, estabeleceria a Ikhwan al-Muslimeen, A Sociedade dos Irmãos Muçulmanos, mais conhecida como Irmandade Muçulmana, em 1928, a primeira organização islamista de massa. Apesar de ter sido influenciado por Rida e ter tirado ideias principalmente de fontes islâmicas, Al-Banna estava disposto a se envolver com conceitos europeus modernos como nacionalismo, constitucionalismo, etc.
No Sul da Ásia, intelectuais e estadistas revivalistas islâmicos como Syed Ahmad Khan, Muhammad Iqbal, Muhammad Ali Jinnah promoveram a Teoria das Duas Nações e a Liga Muçulmana estabeleceu a primeira república islâmica moderna do mundo, o Paquistão. Abul Ala Maududi foi o líder posterior desse movimento que estabeleceu a Jamaat-e-Islami no Sul da Ásia. Hoje, é um dos partidos islâmicos mais influentes no subcontinente indiano, abrangendo três países (Paquistão, Índia e Bangladesh), embora os diferentes partidos nacionais não tenham ligação organizacional entre si. Muhammed Ilyas Kandhlawi foi um estudioso islâmico indiano que fundou o movimento de reavivamento islâmico Tablighi Jamaat, em 1925. Agora é um movimento mundial com mais de 50 milhões de seguidores ativos, é um movimento não político que se concentra em aumentar a fé dos muçulmanos e fazê-los retornar ao caminho da vida sunnah.
Se o reavivamento contemporâneo faz parte ou não de um ciclo histórico, a singularidade da estreita associação da comunidade muçulmana com sua religião foi observada pelo estudioso Michael Cook, que observou que "de todos os principais domínios culturais" o mundo muçulmano "parece ter sido o menos penetrado pela irreligião". Nas últimas décadas, terminando em 2000, em vez do conhecimento científico e do secularismo afastarem a religião, o fundamentalismo islâmico tem "representado cada vez mais a vanguarda" da cultura muçulmana.

## Reavivamento contemporâneo
Após o final da década de 1970, quando a Revolução Iraniana eclodiu, surgiu um reavivamento islâmico mundial em resposta ao sucesso da revolução, devido em grande parte ao fracasso do movimento nacionalista árabe secular no rescaldo da Guerra dos Seis Dias e à decepção popular com os estados seculares no Oriente Médio e as elites governantes ocidentalizadas, que haviam dominado o mundo muçulmano nas décadas anteriores, e que eram cada vez mais vistas como autoritárias, ineficazes e carentes de autenticidade cultural. Outra motivação foi a nova riqueza e a descoberta de alavancagem política trazidas para grande parte do mundo muçulmano no rescaldo da crise do petróleo de 1973 e também a tomada da Grande Mesquita que ocorreu no final de 1979 em meio ao reavivamento; ambos esses eventos encorajaram o surgimento do fenômeno do "Petro-Islã" e a propagação internacional de tendências conservadoras de reavivamento islâmico favorecidas pela Arábia Saudita e outros estados do Golfo exportadores de petróleo durante o final da década de 1970. Em um esforço da monarquia saudita para equilibrar a consolidação da Revolução Iraniana, ela exportou ideologias neouaabistas para muitas mesquitas em todo o mundo. Assim, argumenta-se que, com as duas superpotências islâmicas no Oriente Médio (Irã e Arábia Saudita) adotando ideologias islamistas até o final da década de 1970, e o isolamento do Egito tradicionalmente secular durante o período decorrente dos Acordos de Camp David - resultando na nova dominação da Arábia Saudita sobre os países árabes - o reavivamento islâmico tornou-se especialmente potente entre os muçulmanos em todo o mundo. Com o Líbano, tradicionalmente uma fonte de cultura árabe secular, fragmentado entre muçulmanos e cristãos, expondo as falhas de seu sistema político confessional secular, houve uma ideia geral entre muitos muçulmanos até o final da década de 1970 de que o secularismo havia falhado no Oriente Médio em atender às demandas das massas. No Egito, o reavivamento também foi motivado pela migração de muitos egípcios durante a década de 1980 para os países do Golfo em busca de trabalho; quando retornaram, especialmente após a Guerra do Golfo no Kuwait, trouxeram consigo as ideologias neouaabistas e costumes mais conservadores do Golfo.

### Manifestações
O termo "reavivamento islâmico" abrange "uma ampla variedade de movimentos, alguns intolerantes e exclusivistas, alguns pluralistas; alguns favoráveis à ciência, outros anticientíficos; alguns principalmente devocionais e outros principalmente políticos; alguns democráticos, outros autoritários; alguns pacíficos e outros violentos".
O reavivamento se manifestou em uma maior piedade e uma crescente adoção da cultura islâmica entre os muçulmanos comuns. Nas décadas de 1970 e 80, havia mais mulheres de véu nas ruas. Um exemplo marcante disso é o aumento na participação no Hajj, a peregrinação anual a Meca, que cresceu de 90.000 em 1926 para 2 milhões em 1979.
Entre as correntes revivalistas, o neo-fundamentalismo predomina, enfatizando a obediência à lei islâmica e à observância ritual. Também houve revivalistas islâmicos liberais que tentaram reconciliar as crenças islâmicas com os valores contemporâneos, e o neo-sufismo cultiva a espiritualidade muçulmana. Muitos movimentos revivalistas têm uma orientação de construção de comunidade, concentrando-se no culto coletivo, na educação, na caridade ou na sociabilidade simples. Muitos movimentos locais estão ligados a organizações nacionais ou transnacionais que patrocinam atividades de caridade, educacionais e missionárias.
Vários movimentos revivalistas têm clamado pela implementação da xaria. As implicações práticas desse chamado muitas vezes são obscuras, já que historicamente a lei islâmica variou de acordo com o tempo e o lugar, mas como um slogan ideológico serve "para reunir apoio à criação de um estado e sociedade islâmicos utópicos, governados divinamente".

Segundo o estudioso Olivier Roy,
"o chamado ao fundamentalismo, centrado na xaria: este chamado é tão antigo quanto o Islã em si e ainda é novo porque nunca foi cumprido. É uma tendência que está sempre colocando o reformador, o censor e o tribunal contra a corrupção dos tempos e dos soberanos, contra a influência estrangeira, o oportunismo político, a laxidade moral e o esquecimento dos textos sagrados".
O reavivamento islâmico contemporâneo inclui um sentimento de "crescente identidade islâmica universal", frequentemente compartilhado por imigrantes muçulmanos e seus filhos que vivem em países não muçulmanos. Segundo Ira Lapidus,
"a crescente integração das sociedades mundiais como resultado das comunicações aprimoradas, da mídia, das viagens e da migração torna significativo o conceito de um Islã único praticado em todos os lugares de maneiras semelhantes, e um Islã que transcende costumes nacionais e étnicos".
No entanto, isso não necessariamente implica em organizações políticas ou sociais transnacionais:
"A identidade muçulmana global não implica necessariamente ou mesmo usualmente em ação de grupo organizada. Embora os muçulmanos reconheçam uma afiliação global, o verdadeiro coração da vida religiosa muçulmana permanece fora da política - em associações locais para culto, discussão, ajuda mútua, educação, caridade e outras atividades comunitárias".

### Causas
A onda global de reavivamento islâmico que emergiu a partir do final da década de 1970 se deve em grande parte à decepção popular com os estados nação seculares e as elites governantes ocidentalizadas, que dominaram o mundo muçulmano durante as décadas anteriores, e que cada vez mais eram vistas como autoritárias, ineficazes e carentes de autenticidade cultural. Também foi uma reação contra influências ocidentais como individualismo, consumismo, mercantilização das mulheres e liberdade sexual, que eram vistas como subvertendo os valores e identidades islâmicos. Entre os fatores políticos estava também o vácuo ideológico que surgiu após o declínio do sistema socialista e o enfraquecimento relacionado da ideologia liberal (ocidental).
Fatores econômicos e demográficos, como desenvolvimento econômico defasado, aumento da desigualdade de renda e declínio da mobilidade social, ascensão de uma juventude educada com expectativas de maior mobilidade ascendente, e urbanização no mundo muçulmano também desempenharam um papel importante. Em geral, a lacuna entre expectativas mais altas e a realidade entre muitos no mundo muçulmano foi um fator importante. O dinheiro do petróleo do Golfo também foi um grande fator, em um fenômeno conhecido como Petro-Islã.
As razões acima são geralmente aceitas como as causas últimas do reavivamento islâmico. Também houve eventos políticos específicos que antecederam o reavivamento . Principais pontos de virada histórica no reavivamento islâmico incluem, em ordem cronológica:
1. A derrota árabe na Guerra dos Seis Dias de 1967 ajudou a convencer muitos muçulmanos de que o pan-arabismo não havia cumprido suas promessas. De acordo com uma avaliação comum oferecida na época, "os judeus mereciam a vitória por serem mais fiéis à sua religião do que os árabes à deles". Após um período de introspecção e aumento do discurso religioso, a Guerra do Yom Kippur de 1973 foi travada em nome do Islã em vez do pan-arabismo, e o maior sucesso dos exércitos árabes foi visto como validando a mudança.[25]
2. A crise energética da década de 1970, que levou à formação da Organização dos Países Exportadores de Petróleo (OPEP) e à quadruplicação dos preços globais do petróleo. Inicialmente, isso levou à expectativa de que a riqueza do petróleo levaria a um ressurgimento há muito esperado da civilização islâmica, e quando isso não se materializou, a frustração crescente com regimes seculares tornou o público mais receptivo ao fundamentalismo religioso.[26][27] O estudioso Gilles Kepel concorda que o triplicamento do preço do petróleo na metade da década de 1970 e a tomada progressiva da Saudi Aramco no período de 1974 a 1980, proporcionaram a fonte de grande influência do uaabismo no mundo islâmico, no fenômeno mencionado do Petro-Islã.
3. A abertura do primeiro banco islâmico em Dubai.[24]
4. O surgimento dos mujahideen no Afeganistão no final da década de 1970.[24] Os mujahideen foram os principais beneficiários do Petro-Islã, e acabariam por levar ao surgimento da Al-Qaeda.
5. Zia-ul-Haq introduz o sistema legal islâmico no Paquistão.[24]
6. O retorno do Aiatolá Khomeini ao Irã em 1979 e sua instauração de uma república islâmica.
7. O cerco da Grande Mesquita em 1979.
8. O estabelecimento de muitos bancos islâmicos na Turquia na metade dos anos 1980 e o reconhecimento governamental desses bancos.[24]

### Academia efiqh
Os líderes revivalistas islâmicos têm sido "primeiramente ativistas e apenas secundariamente estudiosos", enfatizando questões práticas da lei islâmica e impaciência com a teoria. Segundo Daniel W. Brown, dois "aspectos amplos" definem a abordagem revivalista às autoridades islâmicas: desconfiança da erudição islâmica junto com uma "rejeição veemente" do taqlid (aceitar a decisão de um estudioso sem investigá-la); e ao mesmo tempo um forte compromisso com o Alcorão e a Sunnah.

### Aspectos políticos
Politicamente, o reavivamento islâmico abrange desde regimes islamistas no Irã, Sudão e Afeganistão do Talibã. Outros regimes, como os países da região do Golfo Pérsico, e os países seculares do Iraque, Egito, Líbia e Paquistão, embora não sejam produtos do reavivamento, fizeram algumas concessões à sua crescente popularidade.
Em reação à oposição islamista durante a década de 1980, até mesmo estados muçulmanos secularizados "tentaram promover uma forma de islamismo conservador e organizar um 'Islã oficial'". Estações de rádio e revistas oficiais foram abertas à pregação fundamentalista.
Em 1971, a constituição do Egito foi alterada para especificar (no artigo 2) que a xaria era "a principal fonte de legislação". Em 1991, o Tribunal de Segurança do Egito condenou o escritor Ala'a Hamid a oito anos de prisão por blasfêmia. No meio da década de 1990, o jornal islâmico oficial do Egito - Al-Liwa al-Islami - tinha uma circulação maior do que Al-Ahram. O número de "institutos de ensino dependentes" da Universidade Al-Azhar no Egito aumentou de "1985 em 1986–7 para 4314 em 1995–6".
No Paquistão, um projeto de lei para tornar a xaria a fonte exclusiva de lei do estado foi introduzido após o golpe do General Zia em 1977, e finalmente aprovado em 1993 sob o governo de Nawaz Sharif. O número de madraças registradas subiu de 137 em 1947 para 3906 em 1995.
No Sudão, o código penal da xaria foi proclamado em 1983. O Iêmen do Sul (anteriormente República Democrática Popular do Iêmen) tornou a poligamia legal com um novo Código de Família em 1992.
Na Argélia, o governo esquerdista secular FLN tornou a sexta-feira um dia santo oficial em 1976. A lei da família de 1984 "reintroduziu alguns elementos da xaria", como a dissimetria corânica entre homens e mulheres, e a política oficial de arabização levou a uma islamização de facto da educação.
Na Turquia secular, o ensino religioso nas escolas tornou-se obrigatório em 1983. Os graduados religiosos das escolas secundárias Imã Hatip tiveram direito de acesso às universidades e foram autorizados a se candidatar a cargos no serviço civil, introduzindo-os às pessoas religiosas.
Mesmo o governo marxista do Afeganistão, antes de ser derrubado, introduziu programas religiosos na televisão em 1986 e declarou o Islã como religião do estado em 1987.
No Marrocos, no final dos anos 1990, mais doutorados foram escritos em ciências religiosas do que em ciências sociais e literatura. Na Arábia Saudita, a absoluta maioria dos doutorados era em ciências religiosas.

Na Síria, apesar do governo do Partido Baath Árabe Socialista Nacionalista Árabe,
Pela primeira vez, o regime celebrou o nascimento do Profeta com mais pompa do que o aniversário do partido governante. Os outdoors que antes anunciavam "progressismo e socialismo" estavam sendo substituídos por novas advertências: "Rezem pelo Profeta e não se esqueçam de mencionar Deus". O presidente Bashar Assad recentemente aprovou a primeira universidade islâmica da Síria, bem como três bancos islâmicos. E Mohammed Habash, chefe do Centro de Estudos Islâmicos, foi convidado a falar sobre o Islã na academia militar da Síria - onde a oração havia sido proibida 25 anos antes. ... Nos anos 1980, uma minoria distinta de mulheres em Damasco usava hijab, ou vestimenta islâmica modesta. Em 2006, uma maioria distinta na cidade mais moderna da Síria começou a usá-lo. — Robin Wright, Dreams and Shadows: the Future of the Middle East
Em muitos países muçulmanos, houve um crescimento de redes de escolas religiosas. "Graduados com diploma em ciências religiosas agora estão entrando no mercado de trabalho e tendem, é claro, a advogar a islamização da educação e da lei para melhorar suas perspectivas de emprego".
No Iraque, o aiatolá Muhammad Baqir al-Sadr criticou o marxismo e apresentou ideias iniciais de uma alternativa islâmica ao socialismo e ao capitalismo. Talvez seu trabalho mais importante tenha sido Iqtisaduna (Nossa Economia), considerado um importante trabalho de economia islâmica.

### Críticas
Uma observação feita sobre a islamização é que o aumento da piedade e a adoção da xaria "de forma alguma mudaram as regras do jogo político ou econômico", levando a uma maior virtude. "Segmentação étnica e tribal, manobras políticas, rivalidades pessoais" não diminuíram, nem a corrupção na política e na economia baseada em especulação.